# Abitibi-Est
Pour les articles homonymes, voir Abitibi (homonymie).
Circonscription électorale provinciale du Canada
Abitibi-Est est une circonscription électorale provinciale du Québec située dans la région de l'Abitibi-Témiscamingue.

## Historique
La circonscription électorale d'Abitibi-Est a été créé en même temps que celle d'Abitibi-Ouest en 1944. Ces deux circonscriptions ont été formés par l'abolition de l'ancien district électoral d'Abitibi, lui-même créée en 1922. La circonscription se modifiera en 1972 et par la suite ses limities seront légèrement modifiées en 1980, 1985, 1992, 2001 et 2011.

## Territoire et limites
La superficie d'Abitibi-Est est de 29 202 km2 et sa population était de 43 995 personnes en 2016.
La circonscription comprend les municipalités suivantes :
| - Barraute - Belcourt - Kitcisakik - Lac-Granet - Lac-Metei - Lac-Simon - Malartic - Matchi-Manitou | - Réservoir-Dozois - Rivière-Héva - Rouyn-Noranda (une partie) - Senneterre (ville) - Senneterre (paroisse) - Val-d'Or |

## Liste des députés
| Législature                      | Années       | Député | Député              | Parti                 |
| -------------------------------- | ------------ | ------ | ------------------- | --------------------- |
| Abitibi-Est Créée depuis Abitibi |              |        |                     |                       |
| 22e                              | 1944–1948    |        | Henri Drouin        | Libéral               |
| 23e                              | 1948–1952    |        | Jacques Miquelon    | Union nationale       |
| 24e                              | 1952–1956    |        | Jacques Miquelon    | Union nationale       |
| 25e                              | 1956–1960    |        | Jacques Miquelon    | Union nationale       |
| 26e                              | 1960–1962    |        | Lucien Cliche       | Libéral               |
| 27e                              | 1962–1966    |        | Lucien Cliche       | Libéral               |
| 28e                              | 1966–1970    |        | Lucien Cliche       | Libéral               |
| 29e                              | 1970–1973    |        | Ronald Tétrault     | Ralliement créditiste |
| 30e                              | 1973–1976    |        | Roger Houde         | Libéral               |
| 31e                              | 1976–1981    |        | Jean-Paul Bordeleau | Parti québécois       |
| 32e                              | 1981–1985    |        | Jean-Paul Bordeleau | Parti québécois       |
| 33e                              | 1985–1989    |        | Raymond Savoie      | Libéral               |
| 34e                              | 1989–1994    |        | Raymond Savoie      | Libéral               |
| 35e                              | 1994–1998    |        | André Pelletier     | Parti québécois       |
| 36e                              | 1998–2003    |        | André Pelletier     | Parti québécois       |
| 37e                              | 2003–2007    |        | Pierre Corbeil      | Libéral               |
| 38e                              | 2007–2008    |        | Alexis Wawanoloath  | Parti québécois       |
| 39e                              | 2008–2012    |        | Pierre Corbeil      | Libéral               |
| 40e                              | 2012–2014    |        | Élizabeth Larouche  | Parti québécois       |
| 41e                              | 2014–2018    |        | Guy Bourgeois       | Libéral               |
| 42e                              | 2018–2022    |        | Pierre Dufour       | Coalition avenir      |
| 43e                              | 2022–présent |        | Pierre Dufour       | Coalition avenir      |

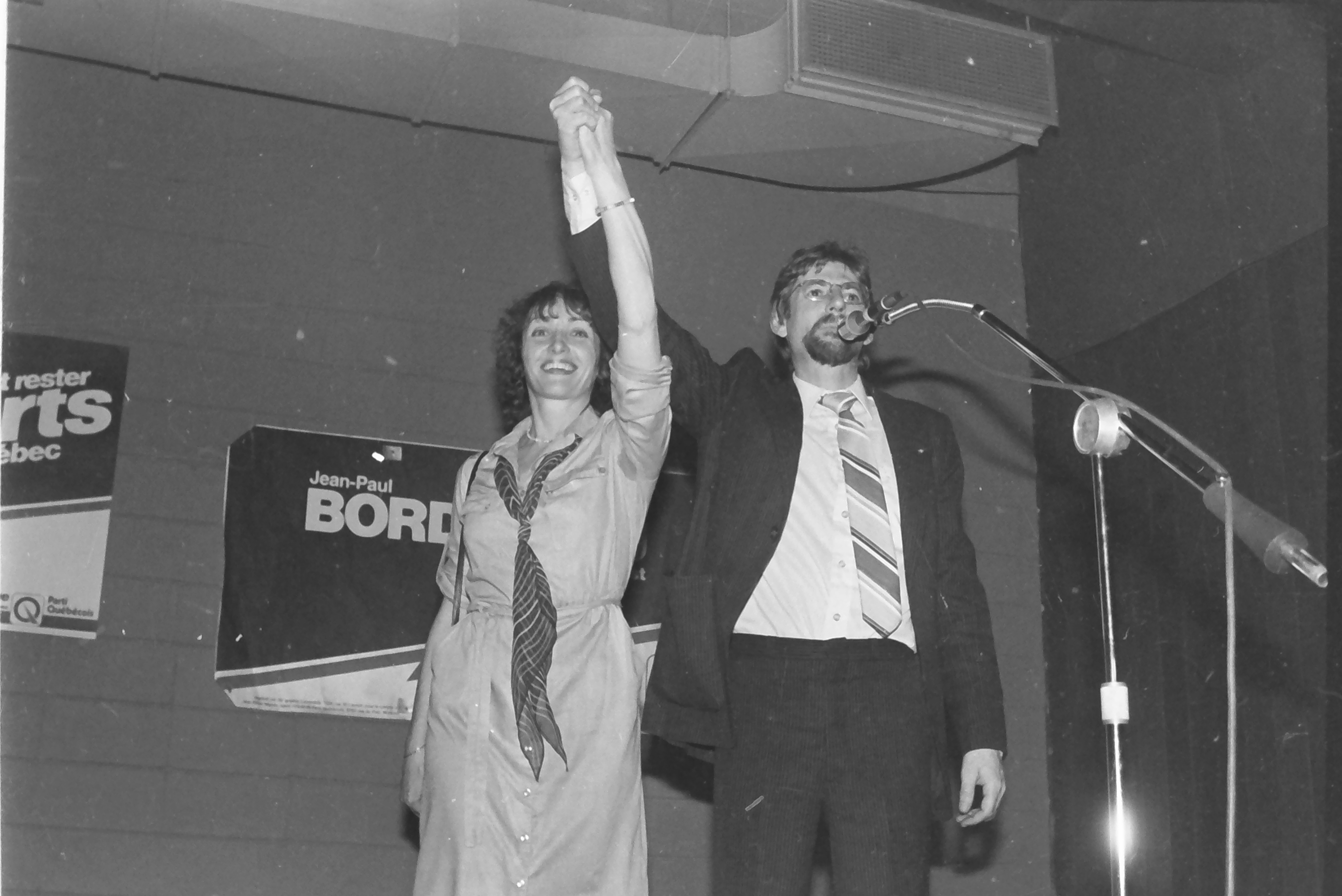
Jean-Paul Bordeleau est député de 1976 à 1985.
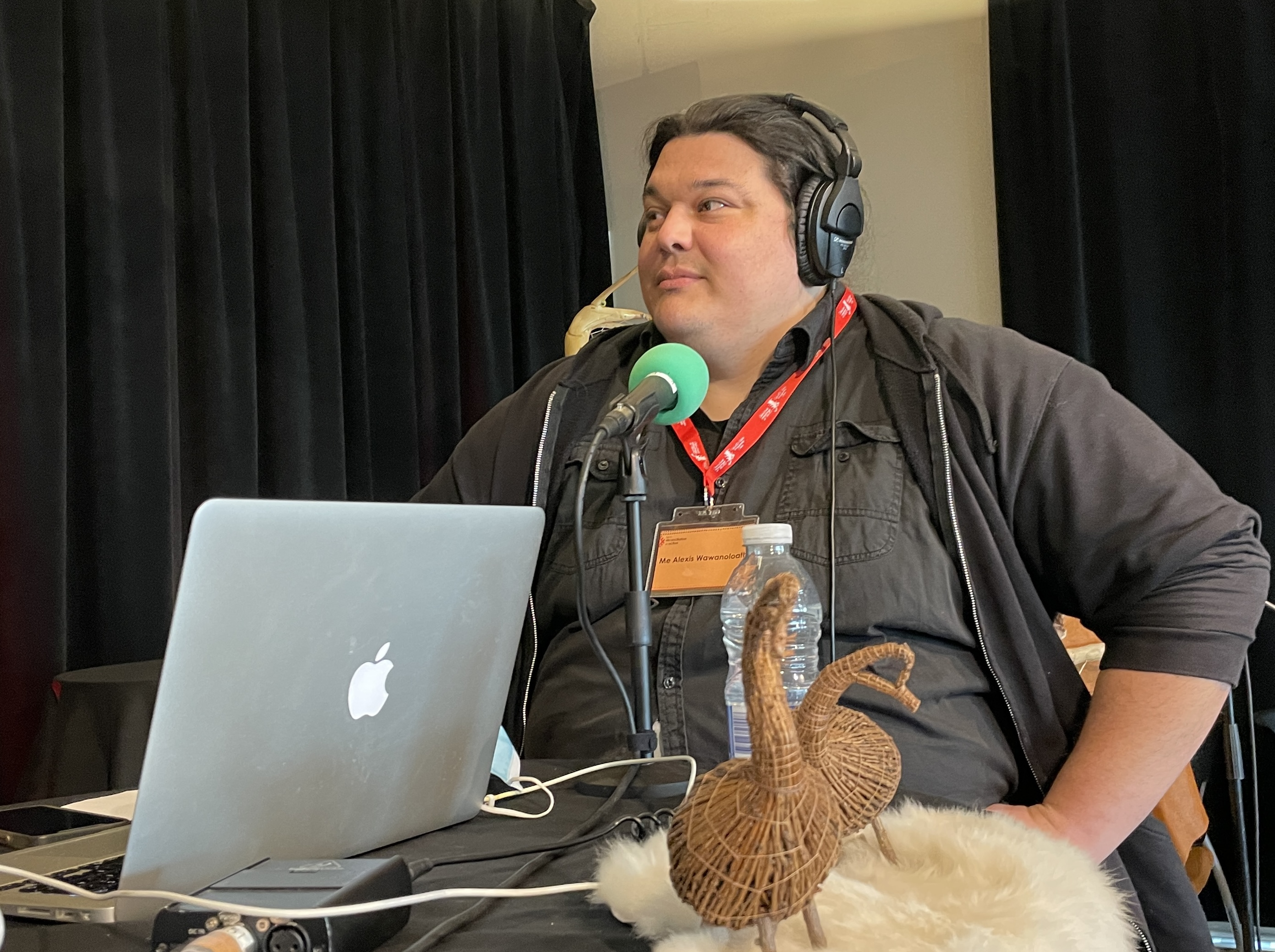
Alexis Wawanoloath est député de 2007 à 2008.
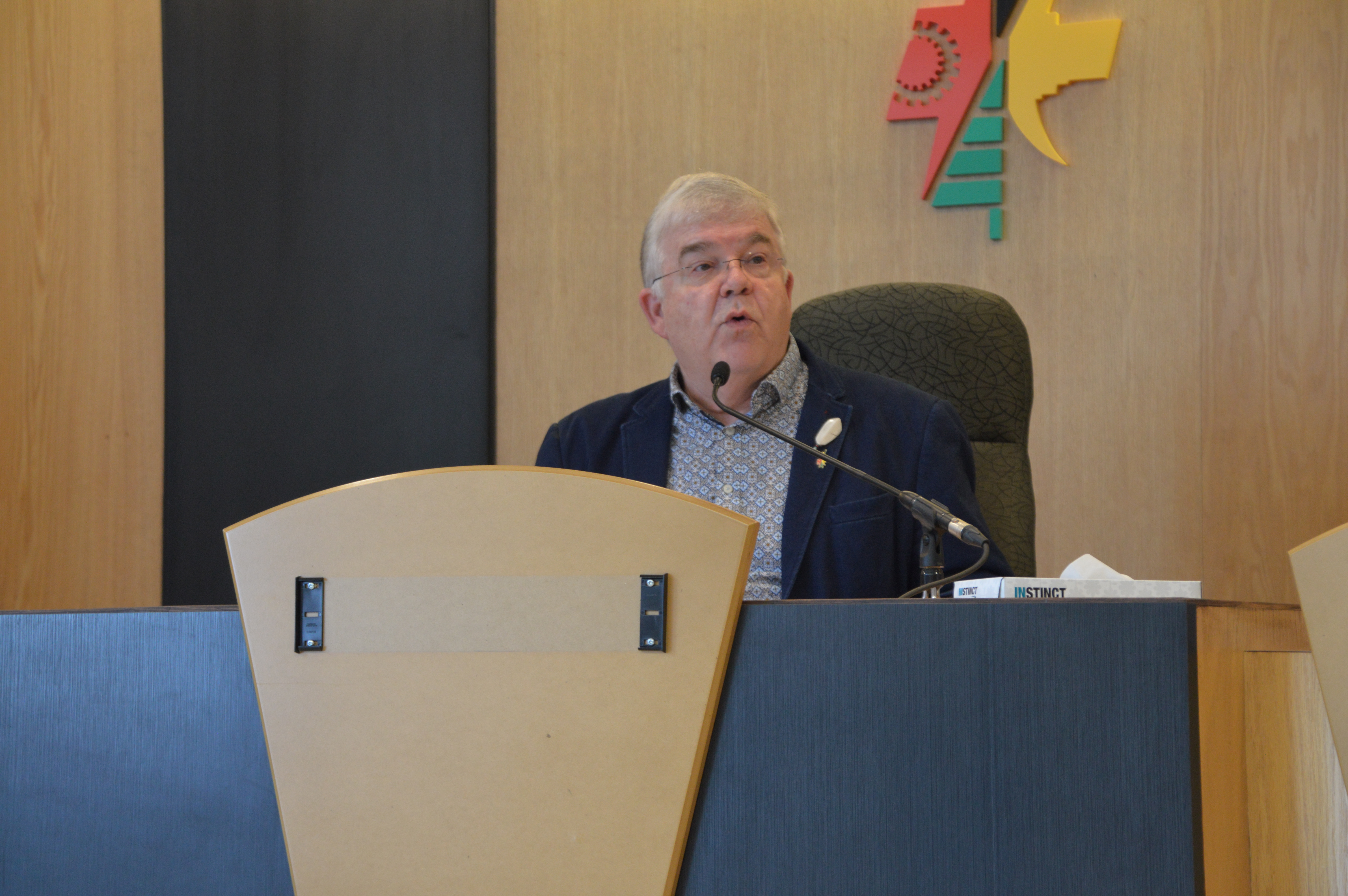
Pierre Corbeil, député de 2003 à 2007 et de 2008 à 2012.
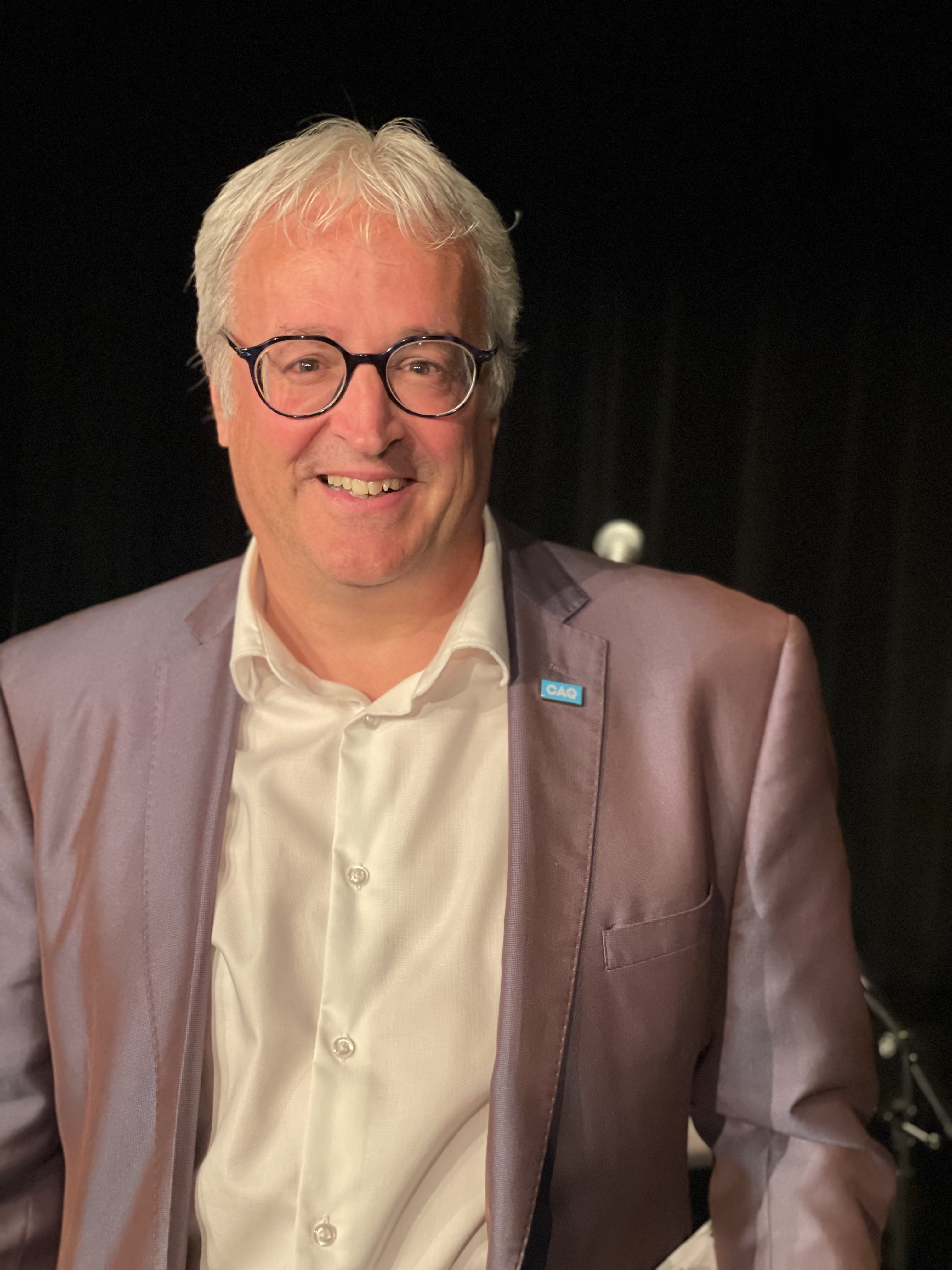
Pierre Dufour est député d'Abitibi-Est depuis 2018.

## Résultats électoraux
|                                                                                               | Nom                     | Parti            | Nombre de voix | %      | Maj.  |
| --------------------------------------------------------------------------------------------- | ----------------------- | ---------------- | -------------- | ------ | ----- |
|                                                                                               | Pierre Dufour (sortant) | Coalition avenir | 9 762          | 47,2 % | 6 718 |
|                                                                                               | Jean-Maurice Matte      | Libéral          | 3 044          | 14,7 % | -     |
|                                                                                               | Benjamin Gingras        | Québec solidaire | 2 838          | 13,7 % | -     |
|                                                                                               | Jacline Rouleau         | Parti québécois  | 2 565          | 12,4 % | -     |
|                                                                                               | Maxym Perron-Tellier    | Conservateur     | 2 486          | 12 %   | -     |
| Total                                                                                         | Total                   | Total            | 20 695         | 100 %  |       |
| Le taux de participation lors de l'élection était de 62,6 % et 404 bulletins ont été rejetés. |                         |                  |                |        |       |

|                                                                                               | Nom                     | Parti               | Nombre de voix | %      | Maj.  |
| --------------------------------------------------------------------------------------------- | ----------------------- | ------------------- | -------------- | ------ | ----- |
|                                                                                               | Pierre Dufour           | Coalition avenir    | 8 967          | 42,7 % | 4 877 |
|                                                                                               | Élizabeth Larouche      | Parti québécois     | 4 090          | 19,5 % | -     |
|                                                                                               | Guy Bourgeois (sortant) | Libéral             | 3 936          | 18,8 % | -     |
|                                                                                               | Lyne Cyr                | Québec solidaire    | 3 287          | 15,7 % | -     |
|                                                                                               | Mélina Paquette         | Vert                | 356            | 1,7 %  | -     |
|                                                                                               | Éric Caron              | Citoyens au pouvoir | 355            | 1,7 %  | -     |
| Total                                                                                         | Total                   | Total               | 20 991         | 100 %  |       |
| Le taux de participation lors de l'élection était de 63,8 % et 551 bulletins ont été rejetés. |                         |                     |                |        |       |

|                                                                                               | Nom                          | Parti            | Nombre de voix | %      | Maj.  |
| --------------------------------------------------------------------------------------------- | ---------------------------- | ---------------- | -------------- | ------ | ----- |
|                                                                                               | Guy Bourgeois                | Libéral          | 8 476          | 41,1 % | 2 159 |
|                                                                                               | Élizabeth Larouche (sortant) | Parti québécois  | 6 317          | 30,6 % | -     |
|                                                                                               | Sylvain Martel               | Coalition avenir | 3 927          | 19 %   | -     |
|                                                                                               | Valérie Dufour               | Québec solidaire | 1 469          | 7,1 %  | -     |
|                                                                                               | Richard Trudel               | Option nationale | 235            | 1,1 %  | -     |
|                                                                                               | Maxym Perron-Tellier         | Conservateur     | 202            | 1 %    | -     |
| Total                                                                                         | Total                        | Total            | 20 626         | 100 %  |       |
| Le taux de participation lors de l'élection était de 62,9 % et 525 bulletins ont été rejetés. |                              |                  |                |        |       |

|                                                                                               | Nom                        | Parti            | Nombre de voix | %      | Maj. |
| --------------------------------------------------------------------------------------------- | -------------------------- | ---------------- | -------------- | ------ | ---- |
|                                                                                               | Élizabeth Larouche         | Parti québécois  | 8 430          | 38,4 % | 777  |
|                                                                                               | Pierre Corbeil (sortant)   | Libéral          | 7 653          | 34,9 % | -    |
|                                                                                               | Samuel Dupras              | Coalition avenir | 4 059          | 18,5 % | -    |
|                                                                                               | Sarah Charbonneau-Beaulieu | Québec solidaire | 1 047          | 4,8 %  | -    |
|                                                                                               | Richard Trudel             | Option nationale | 452            | 2,1 %  | -    |
|                                                                                               | Yvette Poucachiche         | Vert             | 316            | 1,4 %  | -    |
| Total                                                                                         | Total                      | Total            | 21 957         | 100 %  |      |
| Le taux de participation lors de l'élection était de 67,4 % et 454 bulletins ont été rejetés. |                            |                  |                |        |      |

## Référendums
|  | Référendum                     | % du OUI | % du NON | Taux de participation |
|  | Référendum de 1980             | 52,04 %  | 47,96 %  | 65,65 %               |
|  | Accord de Charlottetown (1992) | 35,72 %  | 64,28 %  | 75,62 %               |
|  | Référendum de 1995             | 57,86 %  | 42,14 %  | 90,72 %               |